# Septembre 1946

## Évènements
- Retour de Jomo Kenyatta au Kenya. Il fonde la Pan-African Federation avec Kwame Nkrumah[1].

- 1er septembre : une nouvelle Constitution démocratique et fédéraliste est adoptée au Brésil. Elle reconnaît la législation du travail instituée par Varga (semaine de 48 heures, congés payés, salaire minimal vital, allocation de maternité, etc.) mais limite la puissance de l’exécutif et prévient son intervention abusive dans les affaires des États. Le pouvoir judiciaire est renforcé.

- 2 septembre (Inde) : Nehru et ses collègues, sortis de prison, acceptent de faire partie du conseil exécutif du vice-roi.

- 4 septembre : 
  - France : Guy Mollet devient secrétaire général de la SFIO.
  - France : Henry Barraud crée la Maîtrise de Radio France, et depuis, c'est l'un des plus grands chœur d'enfants de France et d'Europe.
  - Fin du Royaume de Bulgarie : 93 % des électeurs Bulgares se prononcent en faveur de l’instauration de la République. La république populaire de Bulgarie est proclamée le 15.

- 6 septembre : discours du secrétaire d'État James F. Byrnes à Stuttgart qui annonce l'abandon du plan Morgenthau.
  - La rupture avec l’Union soviétique est pratiquement consommée à l’automne sur la question allemande. Débuts de la Guerre froide (fin en 1991). L’Union soviétique refuse de participer à la BIRD et au FMI. Truman oriente sa politique vers un libéralisme anti-communiste.

- 16 septembre : création de la compagnie aérienne italienne Alitalia.

- 18 septembre : Mgr Alojzije Stepinac, primat catholique de Yougoslavie, est condamné à la prison à vie. Libéré en 1951, il est assigné à résidence jusqu’à sa mort, en 1960.

- 19 septembre
  - Royaume de Roumanie : Les partis représentés au gouvernement (dont le Parti communiste roumain est le pilier) constituent le « Bloc des Partis démocratiques » sur la base d’un programme commun pour les élections à venir.
  - Discours de Churchill en faveur des États-Unis d'Europe.
  - Création de la compagnie aérienne portugaise Transportes Aéreos Portugueses (TAP).

- 24 septembre : création de la compagnie aérienne hongkongaise Cathay Pacific.

- 27 septembre : l'avion expérimental De Havilland DH 108 se désintègre en vol en causant la mort de son pilote Geoffrey de Havilland Jr.

- 29 septembre, France : Charles de Gaulle fait un discours à Épinal[2]. Dans la lignée du discours de Bayeux, il y invite les électeurs à rejeter le projet de constitution présenté par l'Assemblée Constituante, qui vient d'être approuvé par l'Assemblée nationale, et qui va être soumis au peuple par voie référendaire[3].

- 29 septembre - 1er octobre : un Lockheed P2V Neptune améliore le record de distance sans escale ni ravitaillement en vol : 18 082 km.

- 30 septembre : le tribunal de Nuremberg rend sa décision dans le procès sur l'Allemagne nazie reconnue coupable d'agression contre onze pays.

## Naissances
- 1er septembre : Barry Gibb, chanteur, auteur-compositeur-interprète et producteur britannique, chanteur principal du groupe Bee Gees.
- 3 septembre : Doug Hegdahl, militaire américain.
- 4 septembre : Greg Sorbara, homme politique canadien, ministre des Finances de l'Ontario.
- 5 septembre : Freddie Mercury, chanteur de rock lyrique britannique, chanteur principal du groupe Queen († 24 novembre 1991).
- 6 septembre : Bryan D. O'Connor, astronaute américain.
- 8 septembre : Krzysztof Krawczyk, chanteur polonais († 5 avril 2021).
- 9 septembre : Lawrence MacAulay, homme politique canadien.
- 10 septembre : Michèle Alliot-Marie, femme politique française, Garde des Sceaux, Ministre de la Justice et des Libertés.
- 14 septembre :
  - Anne Blouin, femme politique canadienne.
  - Volodymyr Muntian, footballeur ukrainien d'origine roumaine.
  - Rainer Schlutter, footballeur et entraîneur est-allemand.
  - Robert Solé, journaliste et écrivain français d'origine égyptienne.
- 15 septembre : Tommy Lee Jones, acteur et réalisateur américain.
- 21 septembre : Moritz Leuenberger, homme politique et conseiller fédéral suisse.
- 23 septembre : 
  - Duster Bennett (en) (Anthony « Duster » Bennett), musicien (guitare, batterie, harmonica) et chanteur britannique de blues, jouait en tant qu'homme-orchestre, compositeur de Jumping At Shadows († 26 mars 1976).
  - Anne Wheeler, réalisatrice et actrice canadienne.
- 28 septembre : 
  - Brigitte Roüan, actrice et réalisatrice française.
  - Miklós Benedek, acteur hongrois († 9 janvier 2024).
- 30 septembre : Raël (Claude Vorilhon dit), chanteur (sous le nom de Claude Celler), journaliste sportif français et chef spirituel du Mouvement raëlien.

## Décès
- 13 septembre : Eugène Lanceray, graphiste, peintre, sculpteur, mosaïste et illustrateur russe (° 23 août 1875).
- 16 septembre : Paris : Francisque Poulbot dessinateur.
- 20 septembre : Raimu, comédien français.
- 27 septembre : Geoffrey de Havilland Jr., pilote d'essais britannique.